# Hip-hop serbe
Le hip-hop serbe (en serbe : Српски хип хоп et Srpski hip hop) désigne tous les genres de musique hip-hop en langue serbe, principalement en Serbie, en république serbe de Bosnie et au Monténégro. L'expression se réfère parfois aussi à tout type de musique hip-hop créée par les Serbes, y compris des instrumentaux hip-hop et des chansons rap, réalisés par des membres de la diaspora serbe, souvent dans d'autres langues que le serbe,.

## Histoire

### Origine
Le hip-hop serbe est lancé au début des années 1980, avec l'apparition de bandes de b-boys. Le premier album de hip-hop serbe s'intitulait Degout EP, réalisé par le groupe The Master Scratch Band ; il est produit par le label Jugoton en 1984. À la fin des années 1980, des groupes comme Budweiser, Green Kool Posse, Who Is The Best et Robin Hood commencent à se produire sur scène.

### Première vague
Jusqu'en 1995, la musique hip-hop se diffuse de façon un peu confidentielle. La sortie de l'album Da li imaš pravo? par Gru marque le commencement de la « première vague » du hip-hop serbe. L'apogée de cette période se déroule dans les années 1997-1998, avec la multiplication de groupes underground comme Voodoo Popeye, Full Moon, Straight Jackin, Sunshine, Bad Copy, Belgrade Ghetto, CYA et 187. Les Monteniggers sont un autre groupe populaire de cette époque. La vague perd de son intensité à la fin des années 1990, notamment avec la guerre du Kosovo (1999) ; de fait, seul un petit nombre d'albums paraissent de 1999 à 2001.

### Seconde vague
En 2002 est créé le label Bassivity, qui permet de se procurer facilement des enregistrements hip-hop chez les disquaires de Serbie, de Bosnie-Herzégovine et de Croatie. Leur première production, l'album Ekipa Stigla du groupe V.I.P., marque le commencement de la seconde vague du hip-hop serbe, de même que l'album BSSST...Tišinčina du groupe belgradois Beogradski Sindikat. À la fin de l'année 2002, ce même groupe, pratiquant un rap politique, sortit un single intitulé Govedina qui suscite d'âpres controverses en raison de ses attaques virulentes contre la classe politique serbe mais cette polémique favorisa la diffusion du hip-hop en Serbie.
Depuis 2002, Bassivity Music produit de nombreux albums. De son côté, le groupe Beogradski Sindikat, autrefois édité par Automatik Records, crée son propre label, appelé Prohibicija.